# Heidelinde Leutgöb
Heidelinde Leutgöb (* 9. März 1972 in Wels) ist eine österreichische Regisseurin.

## Berufliche Laufbahn
Nach bestandener Matura am Bundesrealgymnasium Traun studierte Heidelinde Leutgöb Theaterwissenschaft an der Universität Wien, war von 1992 bis 1995 Regieassistentin bei verschiedenen freien Gruppen in Wien sowie später am Landestheater Linz und arbeitete ab 1996 als freischaffende Regisseurin u. a. am Landestheater Linz, am Landestheater Salzburg, am Staatstheater Saarbrücken, am Mainfranken Theater Würzburg, an der Landesbühne Hannover, am Theater Phönix in Linz, am Künstlerhaus Wien, am Odeon Theater in Wien, am Innsbrucker Kellertheater, am Theater an der Rott in Eggenfelden und am Theater des Kindes in Linz.
Von 2001 bis 2007 war sie Leiterin des u\hof:, dem Theater für junges Publikum am Landestheater Linz. Für ihre dortige vielfältige und innovative Arbeit wurde sie für den österreichischen Nestroy-Theaterpreis nominiert und erhielt den Spezialpreis zugesprochen.
2007 wechselte sie an das Schauspielhaus Hannover, wo sie für drei Jahre die Leitung des jungen schauspielhannover übernahm. Ihr Vertrag wurde vom neuen Intendanten Lars-Ole Walburg wegen unterschiedlichen Denkens über Inhalte und Ästhetik über die Spielzeit 2009/2010 hinaus einvernehmlich nicht verlängert.
Ende Mai 2010 war die Premiere des von Leutgöb inszenierte Musicals Anatevka am Staatsschauspiel Dresden.

## Inszenierungen
2007 begann unter ihrer Leitung das junge schauspielhannover mit seiner ersten Spielzeit mit der Inszenierung des Dramas Der gewissenlose Mörder Hasse Karlsson von Henning Mankell und A Clockwork Orange von Anthony Burgess. Es folgte 2008/2009 der 3. Teil der Tintenwelt-Trilogie mit dem Titel Tintentod von Cornelia Funke und Die Geierwally nach dem Roman von Wilhelmine von Hillern.
Zu den von ihr inszenierten Stücken zählen auch: Die Schaukel von Edna Mazya, die österreichische Erstaufführung Stones von Tom Lycos und Stepho Nantsou, Was ist los mit Daniela Dunoz von Susanne van Lohuizen, Shoppen und Ficken von Mark Ravenhill, Feuergesicht von Marius von Mayenburg, Wit von Margaret Edson und Romeo und Julia von William Shakespeare. Für die Linzer Sommertheatertage inszenierte sie Uraufführungen von Stücken österreichischer Autoren und wurde dafür mit dem Bühnenkunstpreis des Landes Oberösterreich ausgezeichnet.

## Kleinkunstgruppe
Leutgöb erstellte das Gesamtkonzept und führt Regie bei den Produktionen der Linzer Kleinkunstgruppe Die NIeDERTRäCHTIGEN, die auf etwa 500 Aufführungen im deutschsprachigen Raum verweisen kann.

## Funktionen
Während ihrer Tätigkeit am Landestheater Linz war sie zeitweilig Mitglied des Linzer Stadtkulturbeirates und ab 2004 Stellvertreterin des Beiratsvorsitzenden. Ab 2005 war sie auch Mitglied des oberösterreichischen Landeskulturbeirates.

## Medien
- Dorf TV Hörensagen#34 Heidelinde Leutgöb ist Gast bei Norbert Trawöger